# ریچارد وارویک
ریچارد وارویک (انگلیسی: Richard Warwick؛ ۲۹ آوریل ۱۹۴۵ – ۱۶ دسامبر ۱۹۹۷) یک هنرپیشه اهل بریتانیا بود.
از فیلم‌ها یا برنامه‌های تلویزیونی که وی در آن نقش داشته‌است می‌توان به نیکلاس و الکساندرا، سال محبوب من، هملت اشاره کرد.

## فیلم‌شناسی
- رومئو و ژولیت (فیلم ۱۹۶۸) (۱۹۶۸)
- اگر.... (۱۹۶۸)
- The Bed-Sitting Room (1969)
- The Breaking of Bumbo (1970)
- First Love (German title: Erste Liebe) (1970)
- نیکلاس و الکساندرا (۱۹۷۱)
- Alice's Adventures in Wonderland (1972)
- Confessions of a Pop Performer (1975)
- سباستین (فیلم) (۱۹۷۶)
- ولوت بین‌المللی (۱۹۷۸)
- The Tempest (1979)
- سال محبوب من (۱۹۸۲)
- Johnny Dangerously (1984)
- شکارچی سفید، قلب سیاه (۱۹۹۰)
- هملت (فیلم ۱۹۹۰) (۱۹۹۰)
- The Lost Language of Cranes (1992)
- Jane Eyre (1996)